# スコルラダルスヴァトン湖
スコルラダルスヴァトン (氷語: Skorradalsvatn) はアイスランドにある湖。

## 概要
スコルラダルスヴァトンはアイスランドの西部、クヴァールフィヨルズル (Hvalfjörður) とレイクホルスダールル (Reykholtsdalur、レイクホルト参照) という二つの谷の間にある、人工の貯水池である。面積は約 15 km² である。
スコルラダルスヴァトンの周囲にはスカルズヘイジ (Skarðsheiði) などの高い山がいくつかある。湖岸には意外なほど深い森林があるが、これはアイスランド政府の主導による植林活動の結果である。その森林のため、周囲の景観はアルプス (たとえばオーストリアのザルツブルクなど) に似ているとも評される。
湖岸に集落はないが、別荘 (サマーハウス) が多数ある。

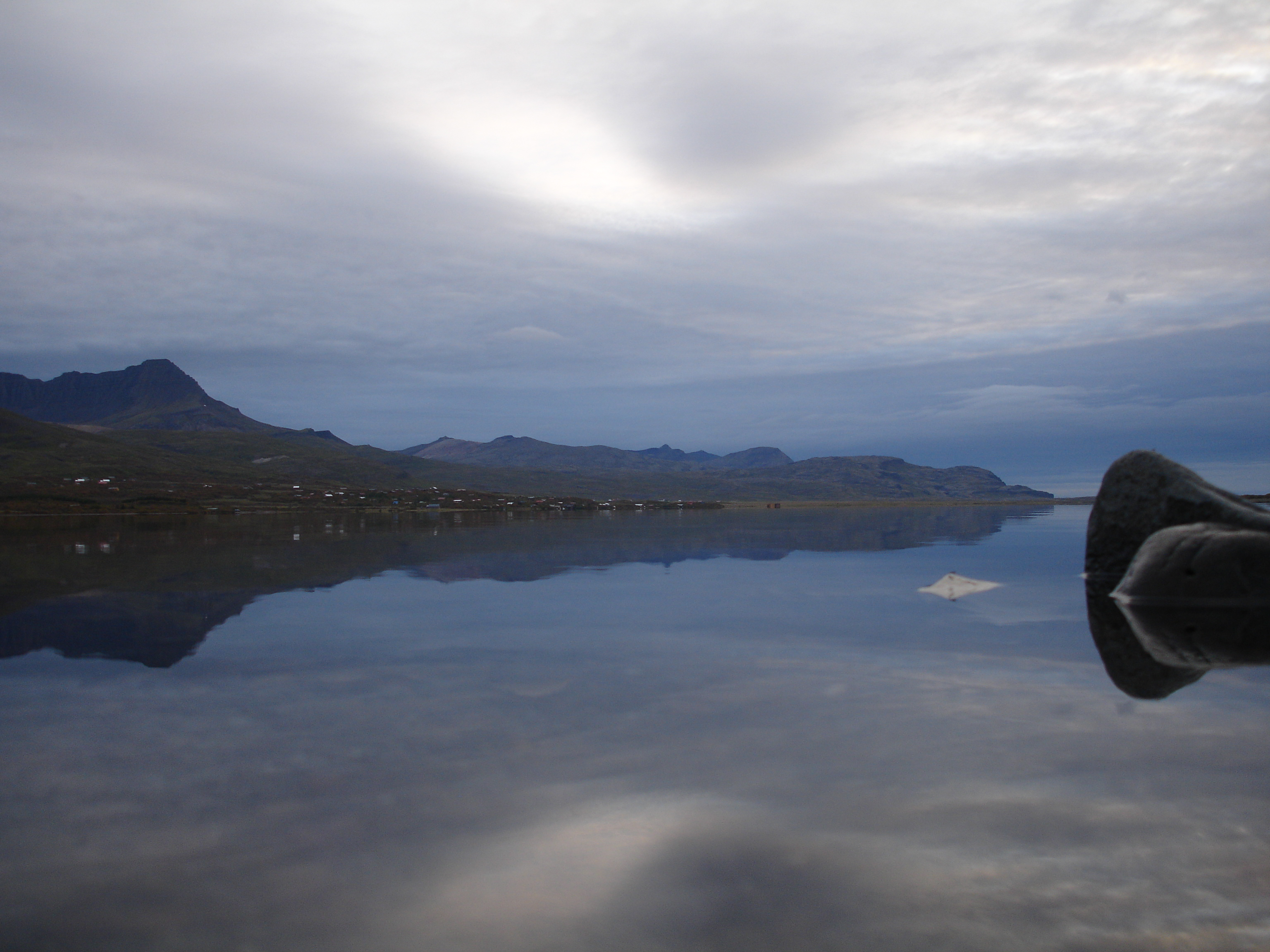
スコルラダルスヴァトン近景 (2006年)